# Rolbik
Rolbik (kaszub. Rólbiék, niem. Rolbick, dawniej Rurbik, Rulbik, Rohrbegk) – wieś kaszubska w Polsce położona w województwie pomorskim, w powiecie chojnickim, w gminie Brusy na obszarze Zaborskiego Parku Krajobrazowego.
W latach 1975–1998 miejscowość administracyjnie należała do województwa bydgoskiego.